# Annaphila evansi
Annaphila evansi là một loài bướm đêm trong họ Noctuidae.